# فرودگاه شهرستان باتلر
فرودگاه باتلر کانتی (به انگلیسی: Butler County Airport) (به زبان بومی: K. W. Scholter Field) یک فرودگاه همگانی بهره‌برداری هوایی با کد یاتا BTP است که یک باند فرود آسفالت دارد و طول باند آن ۱۴۶۳ متر است. این فرودگاه در شهر باتلر، پنسیلوانیا کشور ایالات متحده آمریکا قرار دارد و در ارتفاع ۳۸۰ متری از سطح دریا واقع شده‌است.